# Pizzo di Röd
Pizzo di Röd är en bergstopp i Schweiz.   Den ligger i distriktet Vallemaggia och kantonen Ticino, i den sydöstra delen av landet, 100 km sydost om huvudstaden Bern. Toppen på Pizzo di Röd är 2 699 meter över havet, eller 296 meter över den omgivande terrängen. Bredden vid basen är 4,7 km.
Terrängen runt Pizzo di Röd är huvudsakligen bergig. Pizzo di Röd ligger uppe på en höjd som går i öst-västlig riktning. Trakten runt Pizzo di Röd är nära nog obefolkad, med mindre än två invånare per kvadratkilometer.. Närmaste större samhälle är Cevio, 15,1 km söder om Pizzo di Röd. 
Trakten runt Pizzo di Röd består i huvudsak av gräsmarker.